# Bockscar

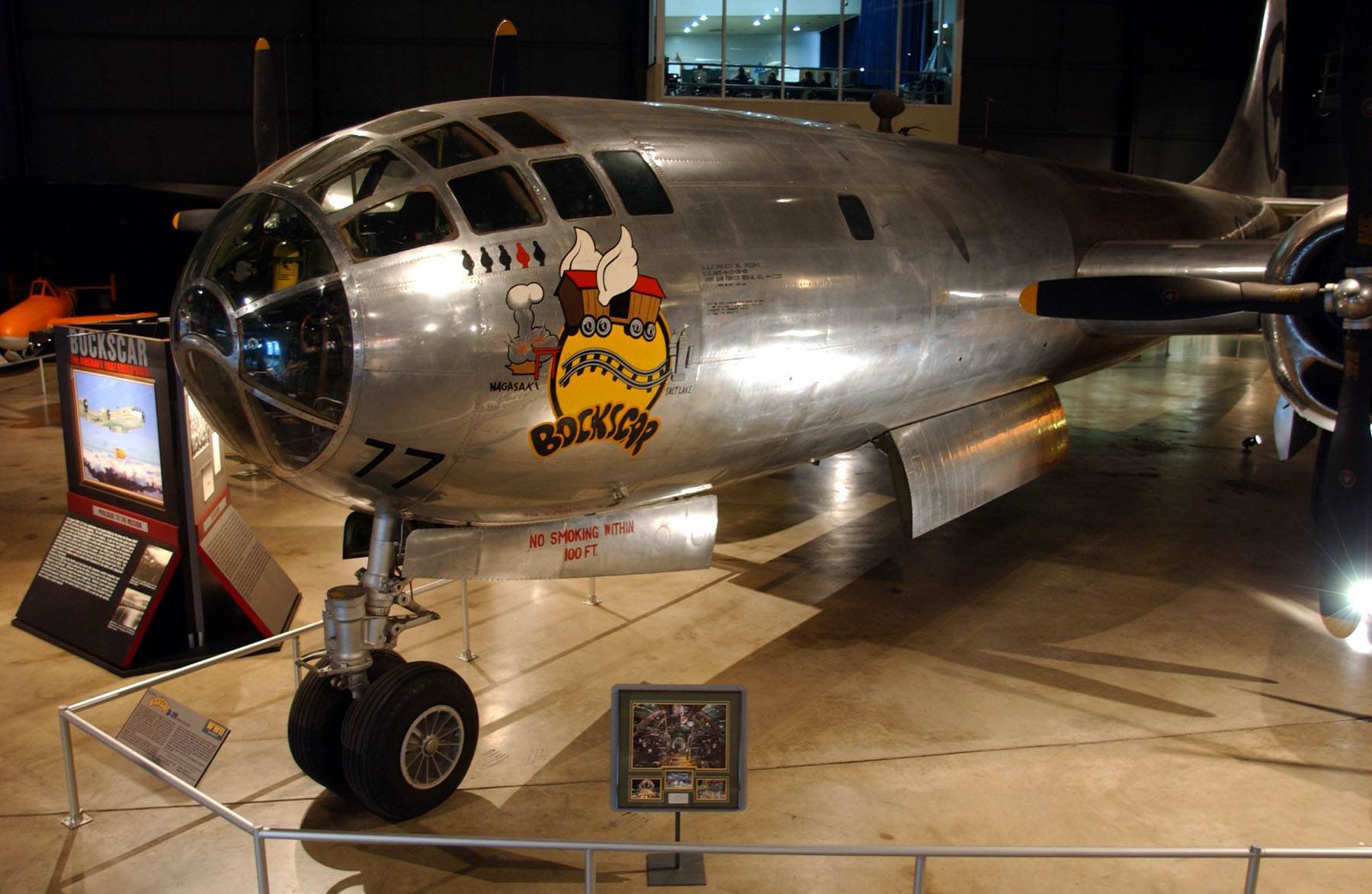
Bockscar w National Museum of the United States Air Force

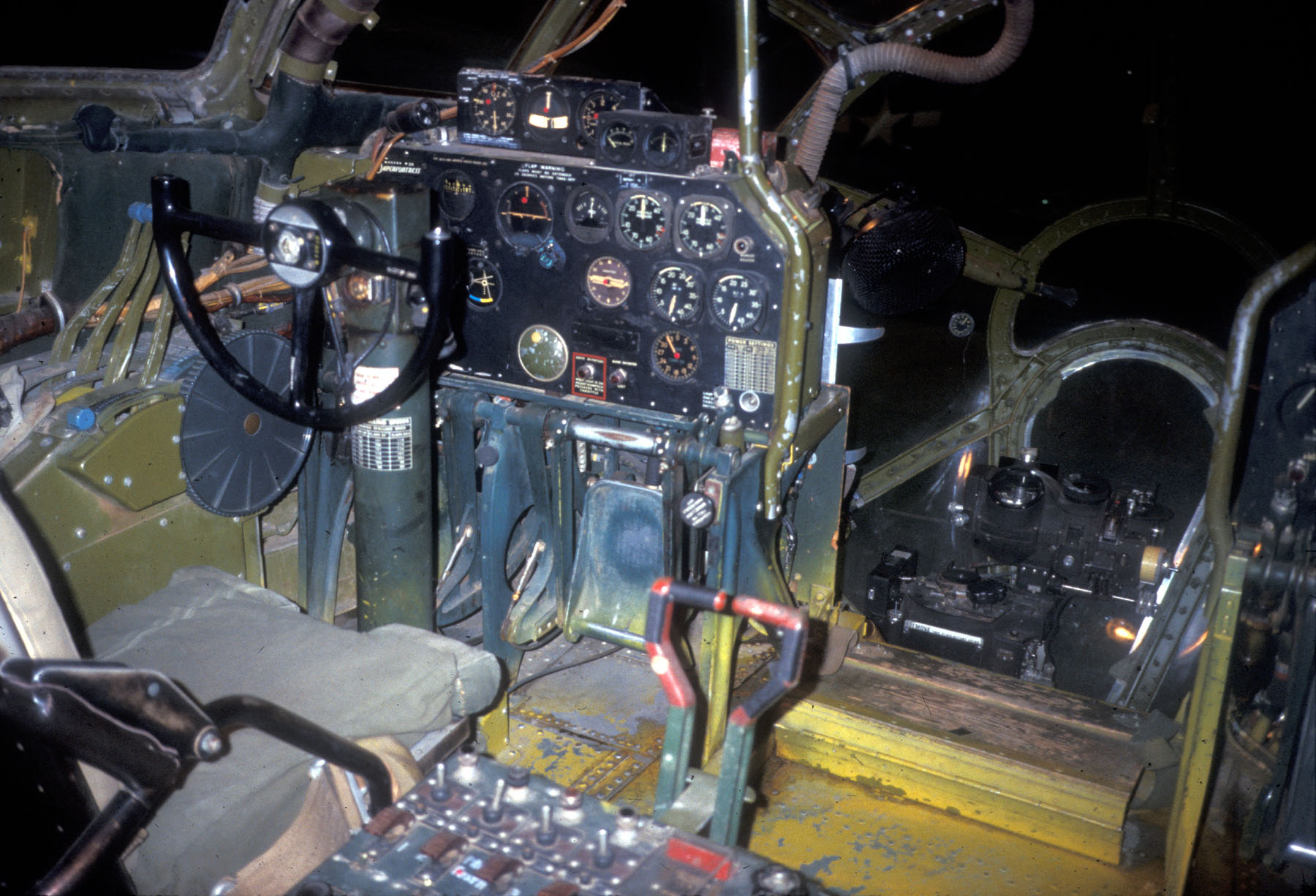
Stanowisko pilota w Bockscarze

Bockscar (spotykana jest także forma Bock’s Car) – samolot bombowy Boeing B-29 Superfortress, z którego 9 sierpnia 1945 roku zrzucono bombę atomową Fat Man na japońskie miasto Nagasaki. Był to jeden z dwóch przypadków bojowego użycia broni jądrowej w historii świata.

## Dane egzemplarza
Nazwę własną Bockscar nadano maszynie B-29-36-MO, numer seryjny 44-27297, numer taktyczny 77, wyprodukowanej w zakładach Glenn L. Martin Co. w Omaha. Przyjęto ją do służby w USAAF-ie 19 kwietnia 1945 roku i dostarczono 393. Eskadrze Bombowej w Wendover Field w stanie Utah.
Malunek z wagonem kolejowym (boxcar to po angielsku rodzaj wagonu towarowego) naniesiono na kadłub dopiero po nalocie z 9 sierpnia 1945 roku.

## Użycie bojowe
Podczas pierwszego nalotu nuklearnego – 6 sierpnia na Hiroszimę – samolotem zrzucającym bombę była Enola Gay Paula Tibbetsa, a jedną z maszyn towarzyszących – przenoszący instrumenty pomiarowe The Great Artiste, pilotowany przez majora „Chucka” Sweeneya. To właśnie Tibbets wybrał Sweeneya jako pilota maszyny, która zrzuci drugą bombę, Fat Mana. Jako że The Great Artiste był przystosowany do roli samolotu obserwacyjnego, Sweeney zamienił się na samoloty z kapitanem Fredem Bockiem. Maszyną Bocka był Bockscar, znak wywoławczy „Victor 77”. Bock również wziął udział w bombardowaniu nuklearnym Nagasaki, właśnie jako dowódca The Great Artiste, który ponownie spełniał funkcję samolotu pomiarowego.
Do uderzenia na Nagasaki Bockscar wystartował z Tinianu 9 sierpnia o godzinie 3.49. Pierwszym celem była jednakże Kokura, lecz tam gruba powłoka chmur uniemożliwiła przeprowadzenie nalotu, wobec czego Bockscar i towarzyszące mu samoloty skierowały się nad Nagasaki. Bomba Fat Man detonowała o godzinie 12.02. Przelot do drugiego miasta pochłonął dodatkowe ilości paliwa, przez co Sweeney nie był w stanie powrócić na Tinian i musiał lądować na Okinawie; na Tinian dotarł po dwudziestu godzinach.
Trzynastoosobową załogę podczas tego lotu bojowego stanowili:
| - Charles Sweeney, dowódca i pilot - Don Albury, pilot - Fred Olivi, drugi pilot - James Van Pelt, nawigator - Kermit Beahan, bombardier - John Kuharek, mechanik pokładowy - Ray Gallagher, strzelec i drugi mechanik pokładowy |  | - Ed Buckley, operator radaru - Abe Spitzer, radiooperator - Al Dehart, strzelec tylny - Philip Barnes, oficer uzbrojenia - Fred Ashworth, oficer uzbrojenia - Jacob Beser, technik walki radioelektronicznej |

## Po wojnie
Maszynę skreślono ze stanu amerykańskich wojsk lotniczych w 1946 roku. Do 1961 roku przebywała w składowisku w bazie Davis-Monthan, obecnie zaś znajduje się w zbiorach National Museum of the United States Air Force.